# 2000 في كوريا الجنوبية
فيما يلي قوائم الأحداث التي وقعت خلال عام 2000 في كوريا الجنوبية.

## أحداث
- 3 أبريل – تشكيل تحالف المواطنين في الانتخابات العامة لعام 2000 لمنع 86 من مرشحي البرلمان من خوض الانتخابات. وأصدرت المنظمة قائمة بأسماء 108 مرشحين لحرمانهم من الفوز ودخول البرلمان.
- 29 مايو – انتهاء فترة روه مو هيون في منصب عضو الجمعية الوطنية الكورية الجنوبية  [لغات أخرى]‏.

## أفلام
من الأفلام التي صدرت هذه السنة في كوريا الجنوبية:
- 1 يناير – المنطقة الأمنية المشتركة من إخراج بارك تشان ووك.

## برامج ومسلسلات وأنمي
- الخريف في قلبي

## مواليد

### يناير
- 9 يناير – كيم جي هون
- 17 يناير – كانغ تشان هي ممثل كوري جنوبي.

### فبراير
- 12 فبراير – كيم جي مين

### يونيو
- 23 يونيو – كيم هيون سو ممثلة كورية جنوبية.

### يوليو
- 31 يوليو – كيم ساي رون ممثلة كورية جنوبية.

### أغسطس
- 9 أغسطس – كم هيانغ غي ممثلة كورية جنوبية.

### سبتمبر
- 28 سبتمبر – آن دو كيو ممثل كوري جنوبي.

### أكتوبر
- 9 أكتوبر – يو هاي جونغ ممثلة كورية جنوبية.

### ديسمبر
- 14 ديسمبر – تشوي وون كونغ ممثل كوري جنوبي.

## وفيات

### سبتمبر
- 27 سبتمبر – أوه يون-كيو (مواليد 1960) لاعب كرة قدم كوري جنوبي.